# (31338) Lipperhey
(31338) Lipperhey  es un asteroide perteneciente al cinturón de asteroides, descubierto el 25 de abril de 1998 por Eric Walter Elst desde el Observatorio Europeo Austral, en Chile.

## Designación y nombre
Lipperhey se designó inicialmente como 1998 HX147.
Más adelante fue nombrado en honor al fabricante de lentes e inventor danés  Hans Lippershey (1570-1619).

## Características orbitales
Lipperhey orbita a una distancia media del Sol de 3,9855 ua, pudiendo acercarse hasta 3,7467 ua y alejarse hasta 4,2244 ua. Tiene una excentricidad de 0,0599 y una inclinación orbital de 9,5655° grados. Emplea en completar una órbita alrededor del Sol 2906 días.

## Características físicas
Su magnitud absoluta es 13,3. Tiene 12,753 km de diámetro. Su albedo se estima en 0,057.